# AA-12
La Auto Assault-12, conocida como AA-12 (inicialmente diseñada y conocida como Escopeta de asalto Atchisson) es una escopeta desarrollada por Maxwell Atchisson en 1972. La versión de 2005 fue desarrollada después de dieciocho años de la venta de la patente a la empresa Military Police Systems, Inc. El diseño original fue la base para varias armas posteriores, inclusivo la escopeta USAS-12. Es alimentada desde un cargador extraíble recto con capacidad de ocho cartuchos o un tambor con capacidad de veinte y treinta y dos cartuchos.

## Historia
En 1987, Maxwell Atchisson vendió los derechos de la AA-12 a Jerry Baber, de la empresa Military Police Systems, Inc. (MPS) de Piney Flats, Tennessee. A su vez, la MPS desarrolló a la sucesora de la AA-12, que fue rediseñada durante un periodo de dieciocho años y se hicieron un total de 188 cambios y mejoras al plano original. La MPS también se asoció con las empresas Action Manufacturing Company y Special Cartridge Company, para combinar la escopeta con cartuchos de alto poder explosivo FRAG-12 y crear un sistema de armas multifuncional.
El arma fue aligerada a 4,76 kg y acortada a 966 mm, pero mantuvo la misma longitud del cañón. El modelo CQB tiene un cañón de 330 mm (13 pulgadas) y es más ligero que el modelo estándar. La AA-12 dispara a cerrojo abierto, una característica poco frecuente en las escopetas automáticas y más usual en subfusiles, ametralladoras medias y pesadas. Puede ser alimentada desde un cargador recto con capacidad de ocho cartuchos, un tambor con capacidad de veinte cartuchos o un tambor de treinta y dos cartuchos, al contrario del cargador original de cinco cartuchos. Fue diseñada para disparar tres tipos diferentes de cartuchos del 12: de perdigones, con bala y explosivos. Debido al amplio uso de acero inoxidable y su tolerancia a la suciedad, la MPS afirmó que la escopeta no necesita ser limpiada o lubricada. El diseñador afirma que la escopeta debe ser limpiada tras diez mil disparos.

## Cartuchos
La AA-12 dispara varios tipos de cartuchos, tales como los de postas 00, de perdigones #4, con bala o con bala de goma no-letal. Además puede disparar bengalas o cartuchos con bala explosiva de 19 mm estabilizada por aletas, bala antiblindaje y bala explosiva con espoleta que detona en el aire.

## Empleo
En 2004, se produjeron diez modelos de la AA-12 y fueron probados por los Marines.
El sistema de defensa a control remoto HAMMER de la empresa More Industries, monta dos escopetas AA-12 en la torreta H2X-40.
La empresa Neural Robotics también ha montado esta escopeta a bordo de su vehículo aéreo no tripulado AutoCopter.